# Cyprus op het Eurovisiesongfestival 1995
Cyprus nam deel aan het Eurovisiesongfestival 1995 in Dublin, Ierland. Het was de 14de deelname van het land op het Eurovisiesongfestival. De CyBC was verantwoordelijk voor de Cypriotische bijdrage voor de editie van 1995.

## Selectieprocedure
Net zoals het voorbije jaar koos men ervoor om via een nationale finale de kandidaat en het lied aan te duiden voor het festival. Het festival vond plaats in de Caputo Nightclub in Limasol. In totaal deden zeven liedjes mee aan de nationale finale. De winnaar werd gekozen door een twintigkoppige jury.
| Volgorde | Artiest               | Lied                   | Punten | Plaats |
| -------- | --------------------- | ---------------------- | ------ | ------ |
| 1        | Andrea Aravi          | "I poli"               | 78     | 6de    |
| 2        | Michalis Hadjiyiannis | "Filise me"            | 129    | 3de    |
| 3        | Kyros Lontos          | " Taxidi makrino"      | 80     | 5de    |
| 4        | Alex Panayi           | Sti fotia              | 157    | 1ste   |
| 5        | Maria Kourou          | " Kontra ston anemo"   | 107    | 4de    |
| 6        | Maria Nicolaidou      | " To telefteo fengari" | 78     | 6de    |
| 7        | Michalis Hadjiyiannis | "Gramma"               | 131    | 2de    |

## In Dublin
In Ierland trad Cyprus als zeventiende van 23 landen aan, na Portugal en voor Zweden. Het land behaalde een negende plaats met 79 punten. Men ontving één keer het maximum van de punten. België gaf acht punten en Nederland deed niet mee in 1995.

### Gekregen punten

#### Finale
| 12 punten                         | 10 punten                    | 8 punten                          | 7 punten  | 6 punten          |
| --------------------------------- | ---------------------------- | --------------------------------- | --------- | ----------------- |
| - Hongarije                       |                              | - België - Griekenland - Zweden   |           | - Israël          |
| 5 punten                          | 4 punten                     | 3 punten                          | 2 punten  | 1 punt            |
| - Denemarken - Noorwegen - Spanje | - Malta - Rusland - Slovenië | - Duitsland - Verenigd Koninkrijk | - IJsland | - Kroatië - Polen |

### Punten gegeven door Cyprus

#### Finale
Punten gegeven in de finale:
| 12 punten | Griekenland |
| 10 punten | Spanje      |
| 8 punten  | Israël      |
| 7 punten  | Noorwegen   |
| 6 punten  | Malta       |
| 5 punten  | Kroatië     |
| 4 punten  | Zweden      |
| 3 punten  | Slovenië    |
| 2 punten  | Frankrijk   |
| 1 punt    | Rusland     |

1981 · 1982 · 1983 · 1984 · 1985 · 1986 · 1987 · 1988 · 1989 · 1990 · 1991 · 1992 · 1993 · 1994 · 1995 · 1996 · 1997 · 1998 · 1999 · 2000 · 2001 · 2002 · 2003 · 2004 · 2005 · 2006 · 2007 · 2008 · 2009 · 2010 · 2011 · 2012 · 2013 · 2014 · 2015 · 2016 · 2017 · 2018 · 2019 · 2020 · 2021 · 2022 · 2023 · 2024 · 2025